# Kyle Reese
Kyle Reese er en fiktiv karakter i Terminator-filmene, og soldat i menneskernes modstandsbevægelse mod det onde computernetværk Skynet. I den første film, Terminator (1984), sendes Kyle Reese fra fremtiden til 1980'erne for at beskytte Sarah Connor fra den onde cyborg Terminator, så at hun kan blive mor til den fremtidige modstandsleder John Connor. Han spilles i filmen af den amerikanske skuespiller Michael Biehn.
Kyle Reese har sex med Sarah Connor, og bliver dermed far til John. I slutningen af filmen bliver Kyle dræbt af Terminatoren.
I Terminator: The Sarah Connor Chronicles fødes han i 2002, før dommedagen.
Den fjerde film, Terminator Salvation (2009), handler om hvordan John Connor leder efter Kyle Reese, for at senere kunne sende ham tilbage i tiden. Han spilles i filmen af den amerikanske skuespiller Anton Yelchin.